# Helia alata
Espèce
Classification APG III (2009)
Synonymes
selon tropicos :
- Chelonanthus alatus (Aubl.) Pulle
- Chelonanthus alatus (Aubl.) Standl.
- Chelonanthus alatus (Aubl.) Standl.
- Irlbachia alata (Aubl.) Maas
- Lisianthius alatus Aubl. - Basionyme[1]

selon le GBIF :
- Chelonanthus alatus Standl.
- Chelonanthus acutangulus (Ruiz & Pav.) Gilg
- Chelonanthus alatus (Aubl.) Pulle
- Chelonanthus chelonoides (L.fil.) Gilg
- Chelonanthus leucanthus Gilg
- Chelonanthus whitei (Rusby) Rusby
- Helia acutangula (Ruiz & Pav.) Kuntze
- Helia alata (Aubl.) Kuntze
- Helia campanulacea (Desr.) Kuntze
- Helia chelonoides (L.fil.) Kuntze
- Helia crassicaulis (M.Martens & Galeotti) Kuntze
- Helia oerstedii (Griseb.) Kuntze
- Helia oerstedtii (Griseb.) Kuntze
- Helia tetragona (Benth.) Kuntze
- Helia trifidus (Kunth) Kuntze
- Irlbachia alata (Aubl.) Maas
- Irlbachia alata subsp. alata
- Lisianthius acutangulus Ruiz & Pav.
- Lisianthius alatus Aubl. - Basionyme
- Lisianthius campanulaceus Desr.
- Lisianthius chelonoides L.f.
- Lisianthius crassicaulis M.Martens & Galeotti
- Lisianthius oerstedii Griseb.
- Lisianthius tetragonus Benth.
- Lisianthius trifidus Kunth
- Lisianthus acutangulus Ruiz & Pav.
- Lisianthus alatus Aubl.
- Lisianthus campanulaceus Desr.
- Lisianthus chelonoides L.fil.
- Lisianthus crassicaulis M.Martens & Galeotti
- Lisianthus oerstedii Griseb.
- Lisianthus tetragonus Benth.
- Lisianthus trifidus Kunth
- Lisyanthus alatus Aubl., 1775
- Tetragonanthus whitei Rusby[2]

Helia alata est une espèce de plante herbacées de la moité nord de l'Amérique du Sud, appartenant à la famille des Gentianaceae.
Elle est connue en Guyane comme aman etni (Palikur), bois creux, grand centorel (créole), silikaleipo sili (Wayãpi), tabaco-bravo (Portugais) (noms partagés avec Chelonanthus purpurascens). On le connaît ailleurs au Suriname sous les noms de pepiatamit (Caribe), pipjataner, sabama tabaka, todo tabaka, todo tabalso, ou au Guyana yuri-balli (Arawak), wild tobacco, deer tobacco, ground itch bush.

## Description
Helia alata est une Herbacée ou un sous-arbrisseau, non ramifié à peu ramifié, atteignant jusqu'à 2,5 m de haut.
Les tiges et branches, de diamètre atteignant jusqu'à 1,1 cm, sont fortement quadrangulaires, à 4 angles et 4 ailes larges de 0,1-1,3 mm.
Les entre-nœuds sont longs de 0,5-30,3(-47,3) cm.
Les feuilles sont sessiles, caulinaires, réparties uniformément le long de la tige.
Le limbe est membraneux, de forme elliptique, à base base atténuée, obtuse à tronquée, à marge non épaissie, plate, à apex aigu à acuminé, et mesurant 2,9-23,2 x 1,2-8(-12) cm.
L'inflorescence compte 3-100 fleurs.
Les bractées sont ovales à apex obtus (aigu), et longues de 0,8-9,4 mm.
Les pédicelles sont longs de 4-9 mm.
Les fleurs sont dressées à horizontales.
Le calice est vert, mesurant 4-8 x 3-6 mm, à lobes ovales, l'apex obtus, mesurant 2-6 x 2-4 mm, et à bord membraneux.
La corolle est blanche, crème, avec une tache vert foncé à l'apex de chaque lobe de la corolle. Elle est en forme d'entonnoir à campanulée, longue de 20-50 mm pour 8-21 mm de large à l'embouchure, et des lobes ovales, à apex obtus ou acuminé, mesurant 3-11 x 4-13 mm.
Les étamines sont exsertes ou non, avec des filets droits ou courbés vers le bas près de l'anthère, longs de 14-40 mm.
Les anthères sont blanches à vert pâle, de forme oblongue, droites à légèrement incurvées et longues de 2-3,8 mm.
L'exine du pollen avec le muri fragmenté de façon allongée ou en forme de bouton, épaissis le long de la zone équatoriale,,,.
Le pistil est long de 24-34 mm.
L'ovaire mesure 4,4-5,6 x 2,1-2,6 mm.
Le style est long de 14-23 mm, avec les lobes du stigmate elliptiques à obovales, mesurant 2,8-4,4 x 1,1-2,3 mm.
Le fruit est noueux, brun, mesurant 8-23 x 3-10 mm.
Les graines sont brunes, mesurant 0,1-0,4 mm de diamètre,.
Helia alata est souvent confondu avec Helia grandiflora.

## Répartition
On rencontre Helia alata sur le Bouclier des Guyanes : au Venezuela, à Trinidad, dans le Roraima brésilien et les Guyanes. Selon certaines source, il serait aussi présent du sud du Mexique au sud du Brésil.

## Écologie
Helia alata pousse dans les forêts humides, les savanes et broussailles, le long des cours d'eau et des bords de routes, le plus souvent sur des sols sablonneux blancs pauvres en nutriments, mais aussi sur des sols argileux et latéritiques et rarement sur des sols rocailleux, à 0-2 255 m d'altitude. Il fleurit et fructifie tout au long de l'année.
Des relations complexes entre foumis, plantes et chauve-souris ont été mises en évidence avec Helia alata : cette espèce pionnière est pollinisée par les chauves-souris, et ses graines sont dispersées à la fois par barochorie et anémochorie.
Elle pousse en groupes dans des parcelles où cohabitent des individus vivants (dont les nectaires circum-floraux attirent les fourmis), et des individus morts (dont les tiges creuses desséchées - qui peuvent rester debout pendant 2 ans - abritent des colonies de fourmis).
Les ouvrières des espèces de foumis nichant dans les tiges séchées, ainsi que celles d'espèces nichant au sol, exploitent les nectaires circum-floraux des individus vivants de H. alata dans les mêmes parcelles pendant la journée, mais sont absentes la nuit (lorsque la pollinisation par les chauves-souris a lieu) sur 60,5 % des plantes. En visitant les nectaires circum-floraux, les fourmis (principalement Pseudomyrmex gracilis qui niche dans des tiges desséchées) protègent indirectement les fleurs contre les insectes herbivores (mais pas le feuillage de la plante).
Il s'agit d'une association opportuniste stable où les colonies de fourmis sont abritées par une génération de H. alata morts tandis que les individus vivants à proximité, appartenant à la génération suivante, leur fournissent du nectar, et en retour, les fourmis protègent leurs fleurs contre les herbivores.
Cette relation co-évolutive a pu favoriser la sélection d'individus de H alata investissant de l'énergie dans le bois pour résister pendant des années lorsque les tiges sont sèches,.
Helia alata a été étudié sous divers aspects : 
- sa phylogénie[14]
- l'anatomie de ses fleurs[15]
- ses métabolites secondaires[16]
- ses nectaires extrafloraux[17]

## Utilisations
En Guyane, les Palikur préparent un remède très amer qui nettoie la bile, et un bain pour un traitement contre la gale. Sa racine très amère, est aussi réputée fébrifuge et employée contre les obstructions viscérales.
Les feuilles ont été utilisées pour soulager les démangeaisons au Suriname et comme amer au Guyana.
Helia alata est aussi connu pour ses vertus fébrifuges parliculièrement dans un contexte malarial, ce qui serait lié à la présence de séco-iridoïdes,.
Helia alata produit des composés antifongiques.
Helia alata a été inscrite à la liste des plantes médicinales de Guyane à la pharmacopée française, en raison de ses usages traditionnels en Guyane pour la Purge (décoction de la plante entière), pour son action contre la gale (décoction en bain) les poux d’agouti, et tiques (sève), ses activités antipaludiques, et anti-leishmaniennes, son action dans le soin de Problèmes digestifs (infusion de feuilles et racines), contre les infections fongiques, dermatologiques, et les plaies cutanées.
Certaines sources décrivent cete plante comme très toxique : un surdosage peut être fatal, mais aucun détail n'est apporté quant à la partie de plante concernée ou au mode de préparation.

## Protologue

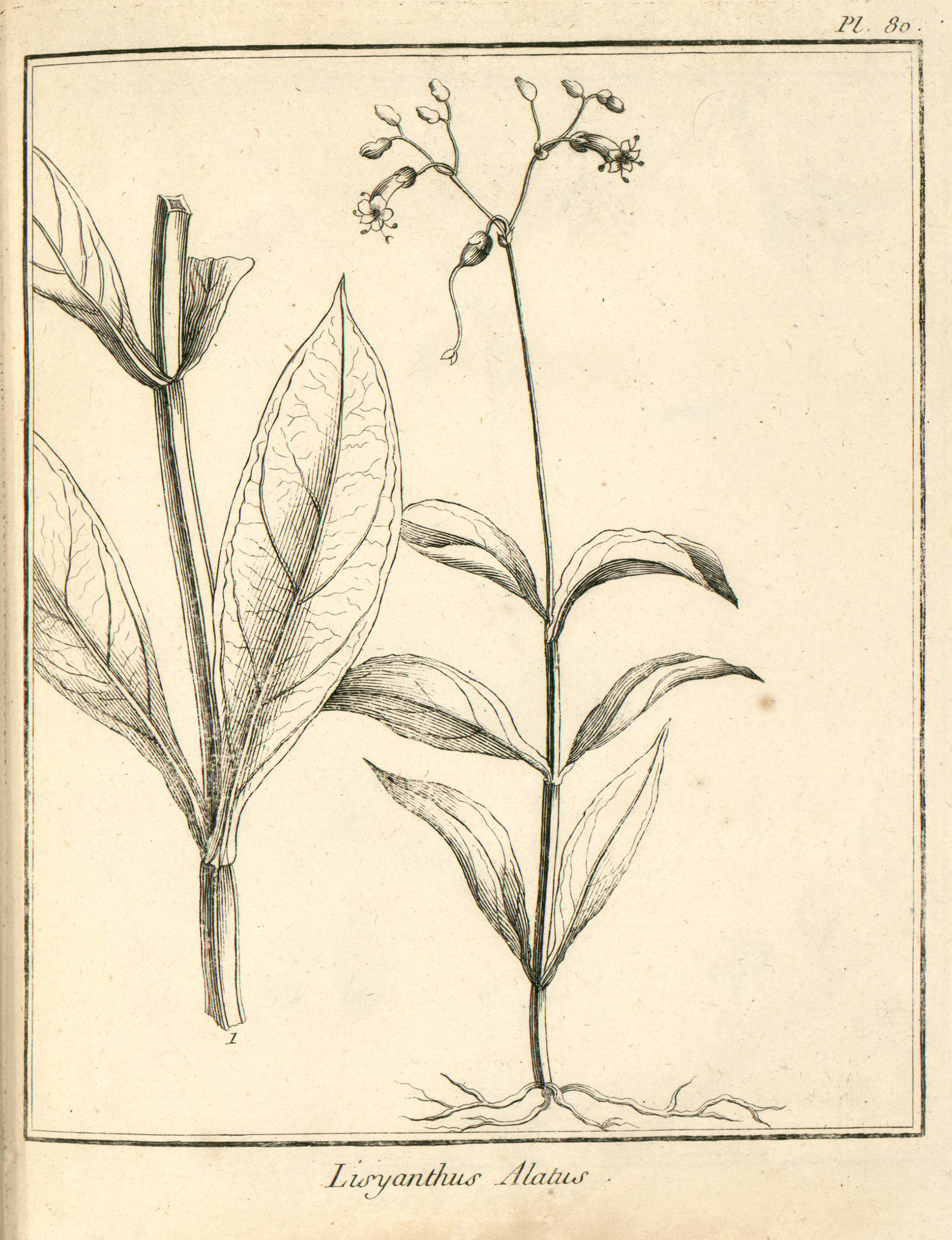
Lisianthius_alata Aubl. (= Helia alata (Aubl.) Kuntze) par Aublet (1775) :
Planche 80. Lisianthius_alata - 1. Tige de grandeur naturelle.

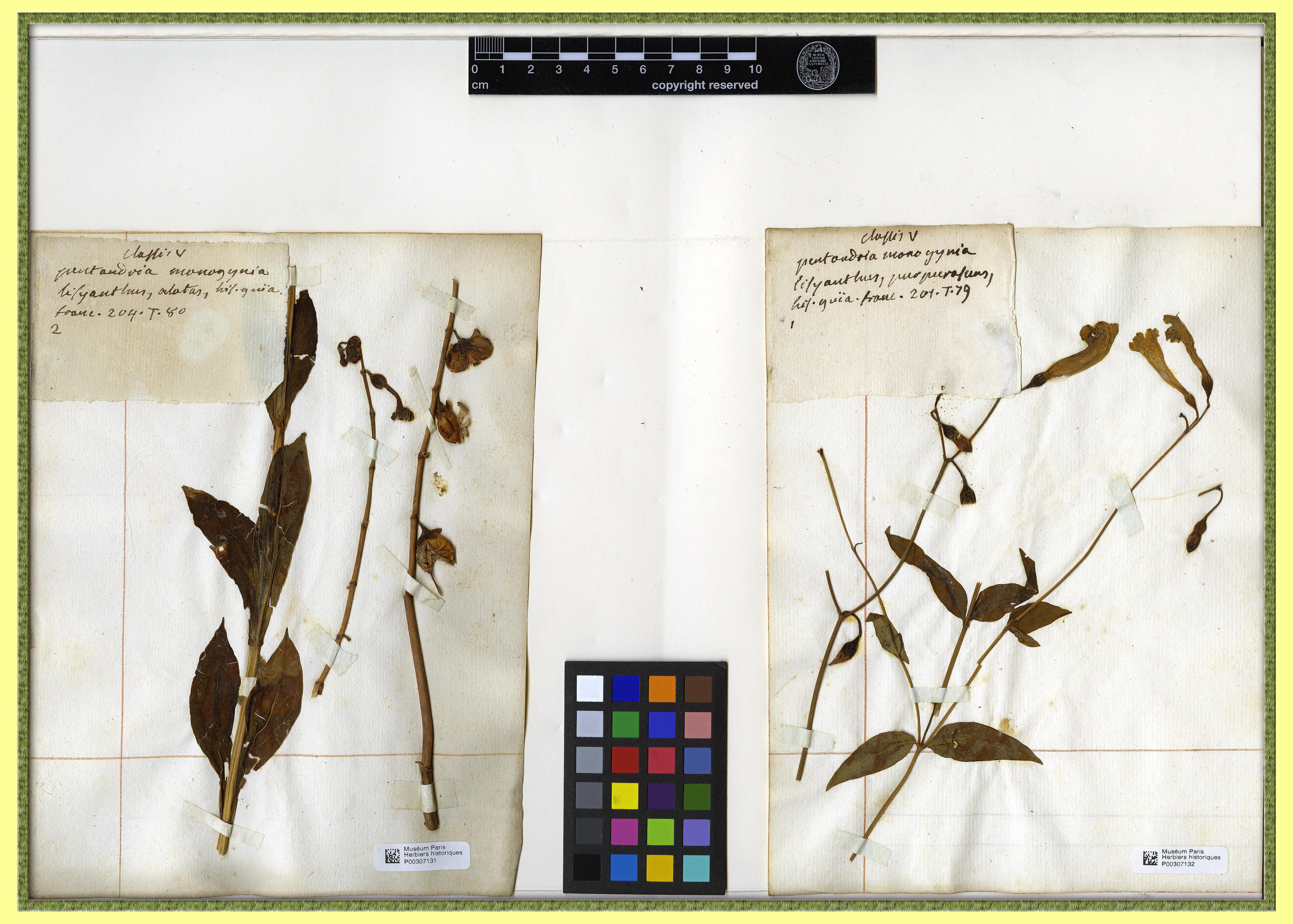
échantillon type de Lisianthius alatus Aubl. (= Helia alata (Aubl.) Kuntze) (à gauche) et Lisianthius purpurascens Aubl. (à droite), collecté par Aublet en Guyane

En 1775, le botaniste Aublet a décrit cette plante pour la première fois sous le nom de Lisianthius alatus, et en a proposé le protologue suivant : 

« 2. LISYANTHUS (alatus) foliis ovato-oblongis, acutis ; floribus vireſcentibus. (TABULA 80.)
Planta annua. Radix ramoſa, fibroſa, ſublignoſi. Caulis tripedalis, rectus, nodoſas, intus cavus, tetragonus, angulis membranaceis.
Folia ovato-oblonga, acuta, ſeſſilia, glabra, glauca, integerrima.
Flores terminales, ad apicem ramuli dichotomi, atque iterùm dichotomi, ſolitarii intra dichotomias, pedunculo brevi incurvo ſuffulti, nutantes. Glandula & squamula ad baſim lingulorum pedunculorum.
Corolla intùs & extus macula viridi notata.
Habitat in locis incultis Caiennæ & Guianæ.
Nomen a novaccolis BOIS CREUX.

LA LISYANTHE à tige aîlée. (Planche 80.)
Cette plante eſt annuelle. Sa racine eſt fibreuſe & rampante ſous la terre, à environ un pouce de profondeur. Sa tige eſt droite, ſimple, noueuſe, haute de trois pieds, à quatre angles, bordée d'un feuillet. Ses feuilles ſont ovales, pointues, oppoſées, molles, vertes, & à leur naiſſance elles embraſſent la tige : la longueur des plus grandes eſt de trois pouces & plus, ſur un pouce & demi de largeur. 
Les fleurs naiſſent à l'extrémité de la tige, diviſées en deux rameaux, & ſubdiviſées toujours par deux. Du milieu de ces diviſions, à coté d'une glande & d'une écaille, ſort une fleur portée ſur un court pédoncule qui ſe recourbe. 
Le calice d'une ſeule pièce eſt diviſé en cinq parties vertes, luiſantes, pointillées & bordées d'un feuillet jaunâtre. 
La corolle eſt d'une ſeule pièce: c'eſt un tuyau qui eſt courbé & ſillonné, qui ſe renfle inſenſiblement depuis la ſortie du calice juſqu'à ſa partie ſupérieure qui eſt diviſée en cinq lobes égaux, dont la pointe ſe renverſe, & eſt marquée d'une tache verte en dedans comme en dehors ; cette fleur eſt d'un blanc verdâtre. 
Les étamines ſont au nombre de cinq. Les filets ſont cannelés, naiſſent de la paroi interne du tube, à l'endroit où il commence à ſe renfler, & viennent déborder le tube. Les anthères ſont attachées par leur milieu ; elles ſont cannelées, & ont la forme d'un grain de ſeigle. On les trouvé quelquefois ramaſſées enſemble ſur le ſtigmate. 
Le piſtil eſt un ovaire arrondi, oblong, vert, ſurmonté d'un style applati, contourné & courbé au ſommet, ou eſt un stigmate qui ſe diviſe en deux lames en forme de raquette. 
L'ovaire devient une capsule couverte en partie par le calice qui ſubſiſte. Elle s'entr'ouvre par le milieu des deux côtés en deux valves retenues à leur extrémité supérieure, par le ſtyle qui ne tombe pas. Les deux bords intérieurs de chaque valve ſont liés en dedans, & ſemblent diviſer cette capſule en deux loges qui ſont remplies de petites semences quarrées, brunes & pointillées.
Toute la plante eſt amère. Elle eſt employée pour guérir les obſtructions ; je m'en ſuis ſervi avec ſuccès. 
Elle eſt nommée BOIS CREUX par les Créoles. 
Cette plante ſe trouve dans les ſentiers des terreins défrichés, & dans les terres incultes de la Guiane & de l'île de Caïenne. »

— Fusée-Aublet, 1775.

## Galerie

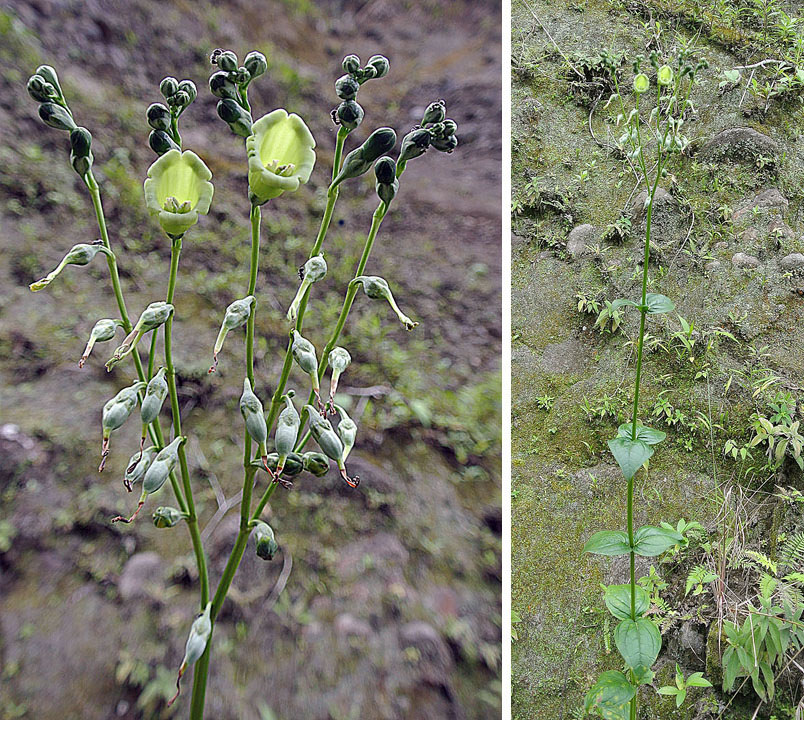
pied de Helia alata
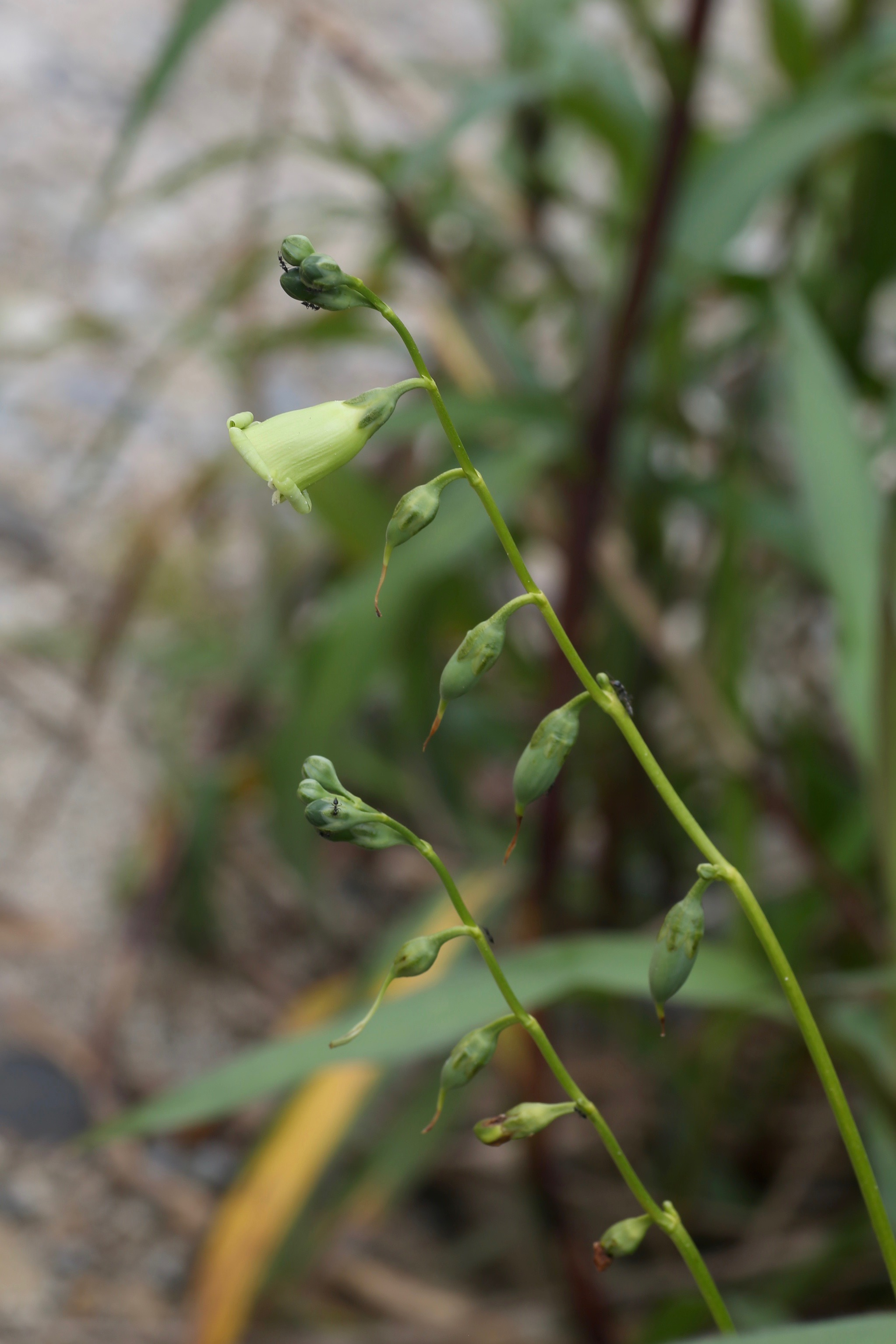
inflorescence de Helia alata
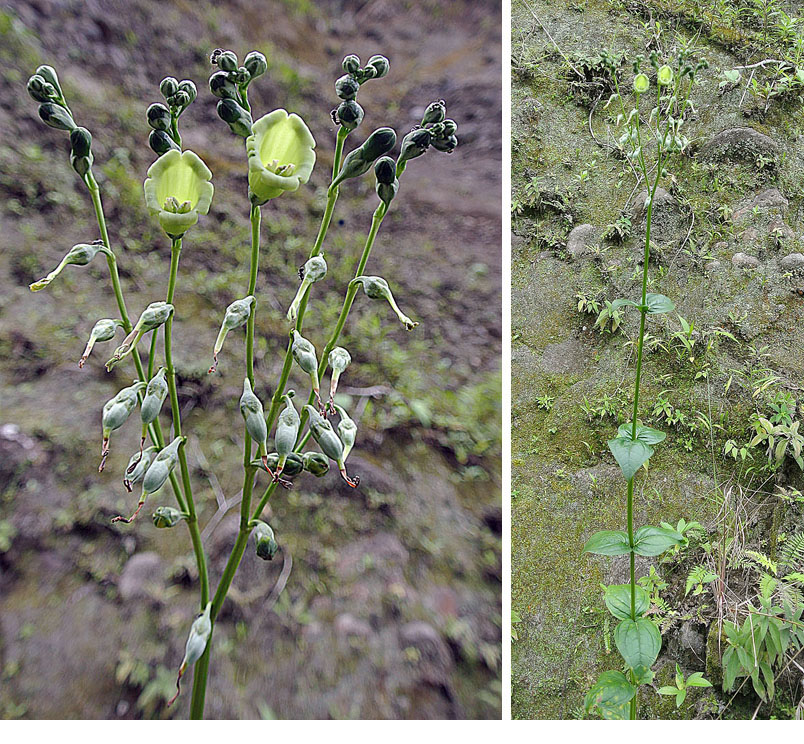
inflorescence de Helia alata
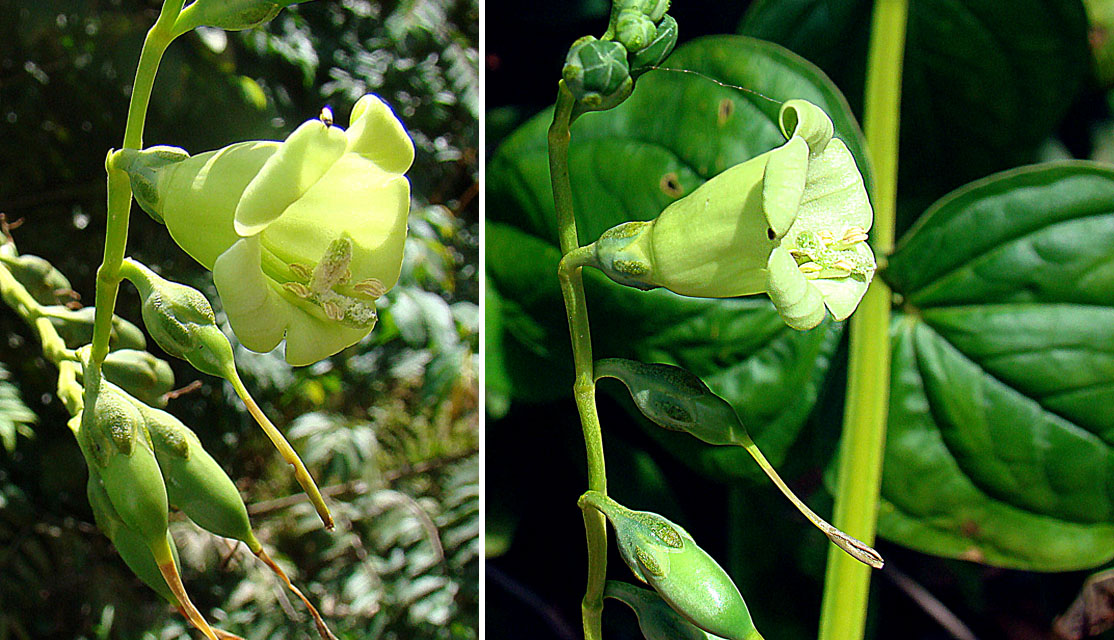
feuilles de Helia alata
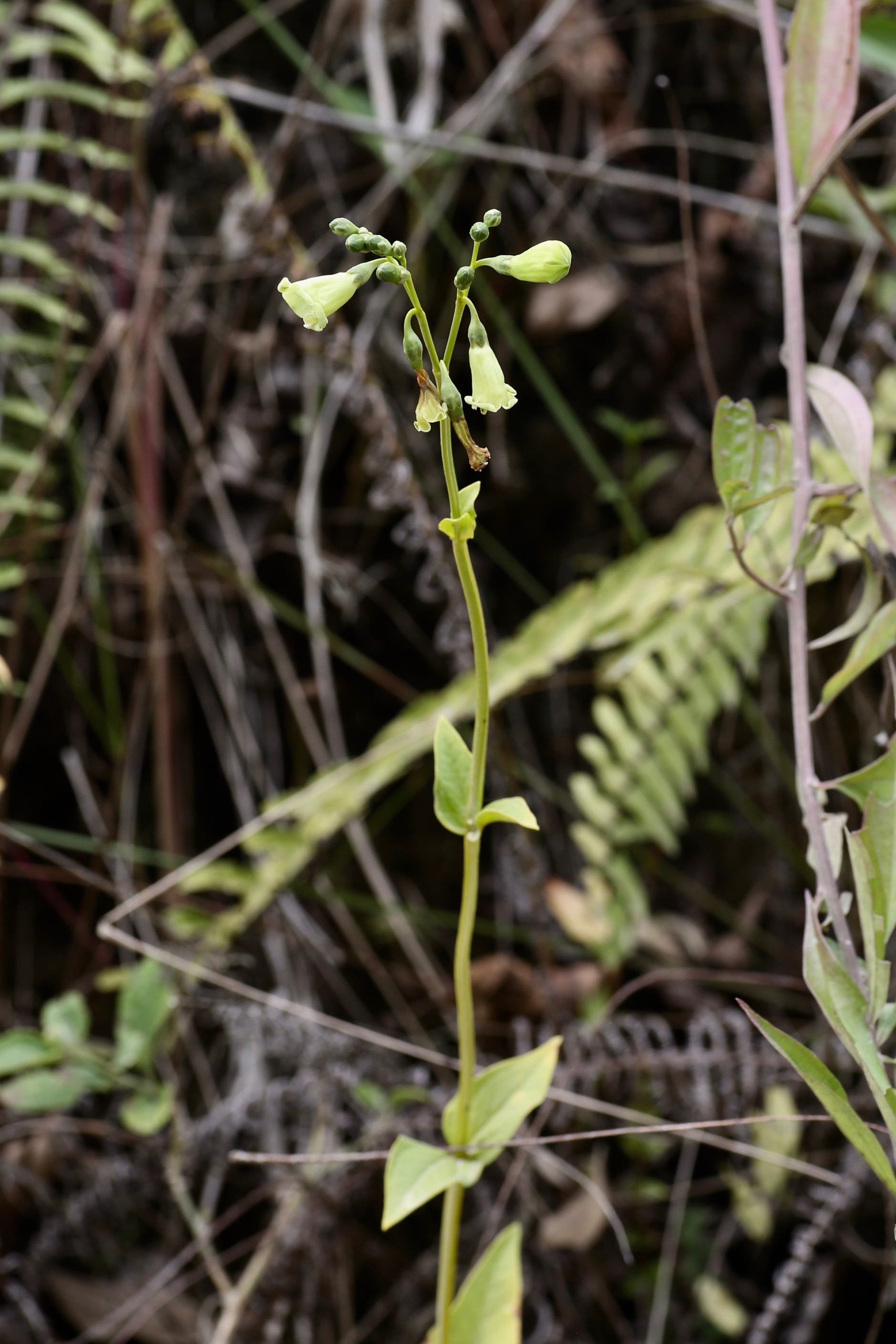
inflorescence de Helia alata
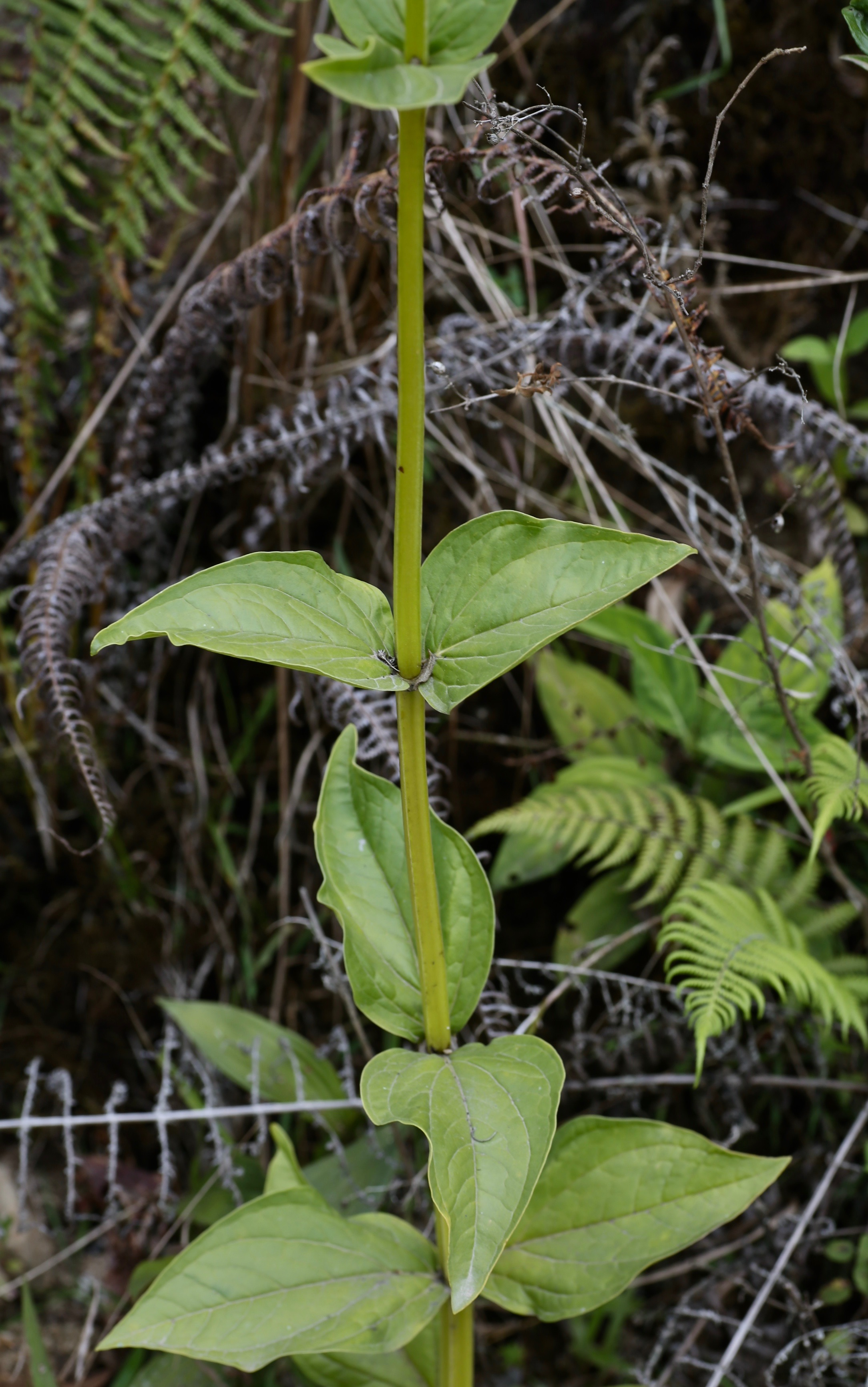
feuilles de Helia alata